# Município de Vrutok
Vrutok é um antigo município localizado na atual Macedônia do Norte.